# Alyn Smith
Alyn Smith (ur. 15 września 1973 w Glasgow) – brytyjski i szkocki polityk oraz prawnik, poseł do Parlamentu Europejskiego VI, VII, VIII i IX kadencji, poseł do Izby Gmin (2019–2024).

## Życiorys
Uzyskał licencjat z prawa na University of Leeds, kształcił się też na Uniwersytecie w Heidelbergu. Ukończył również studia magisterskie w dziedzinie europeistyki w Kolegium Europejskim w Natolinie. Pracował jako prawnik w kancelariach w Londynie i Edynburgu.
Zaangażował się w działalność Szkockiej Partii Narodowej. Był m.in. doradcą posła Richarda Lochheada (ministra rybołówstwa w gabinecie cieni). W wyborach w 2004 uzyskał mandat deputowanego do Parlamentu Europejskiego. W 2009, 2014 i 2019 skutecznie ubiegał się o reelekcję. W PE przystąpił do frakcji zielonych i regionalistów oraz m.in. do Komisji Rolnictwa i Rozwoju Wsi.
W przedterminowych wyborach krajowych w grudniu 2019 został natomiast wybrany w skład Izby Gmin. Nie uzyskał reelekcji poselskiej w kolejnych wyborach parlamentarnych w 2024.